# Yoshiro Mori
Yoshiro Mori, född 14 juli 1937, var Japans 85:e och 86:e premiärminister.